# Sekundär (kemi)
Sekundär är ett adjektiv som används inom organisk kemi för att klassificera olika typer av föreningar (t.ex. alkoholer, alkylhalogenider och aminer) eller reaktiva mellanprodukter (t.ex. alkylradikaler och karbokatjoner).
|                    | Rödmarkerade centralatomer i olika grupper av kemiska föreningar. Sekundära centralatomer jämfört med primära, tertiära och kvartära centralatomer. |          |         |                |
|                    | Primär | Sekundär | Tertiär | Kvartär        |
| Kolatom i en alkan | |          |         |                |
| Alkohol            | |          |         | existerar inte |
| Amin               | |          |         |                |
| Amid               | |          |         | existerar inte |
| Fosfin             | |          |         |                |